# Vioolconcert nr. 2 (Bartók)
Het Vioolconcert nr. 2, Sz. 112, BB 117 is een compositie van de Hongaarse componist Béla Bartók. Hij schreef het werk in het jaar 1938 en droeg het op aan de violist Zoltán Székely.
Het concert bestaat uit drie delen:
1. Allegro non troppo
2. Andante tranquillo
3. Allegro molto

## Het concert
Het Allegro non troppo is geschreven in sonatevorm in b-mineur. Aanvankelijk begint het eerste deel rustig, maar het gaat later over in een virtuoze cadens. Het Andante tranquillo is een thema met variaties. Het Allegro molto bestaat uit een sonatevorm gecombineerd met een rondo. Bartók wilde aanvankelijk dat de finale alléén voor het orkest werd geschreven. Op aandringen van Székely kreeg ook de viool een rol in de finale.
Bartóks tweede vioolconcert ging in het Concertgebouw te Amsterdam in première op 23 maart 1939. Zoltán Székely speelde viool en Willem Mengelberg dirigeerde het Concertgebouworkest.